# Najma Parveen
Najma Parveen o Najima (in urdu نجمہ پروین‎?; Faisalabad, 20 dicembre 1990) è una velocista pakistana, ha rappresentato il Pakistan ai Giochi olimpici di Rio de Janeiro 2016.

## Palmarès
| Anno | Manifestazione                    | Sede           | Evento      | Risultato  | Prestazione | Note                                     |
| ---- | --------------------------------- | -------------- | ----------- | ---------- | ----------- | ---------------------------------------- |
| 2013 | Asiatici                          | Pune           | 100 m piani | Batteria   | 12"50       |                                          |
| 2013 | Asiatici                          | Pune           | 200 m piani | Batteria   | 25"74       |                                          |
| 2014 | Giochi dell'Asia meridionale      | Guwahati       | 400 m hs    | 5ª         | 1'06"13     |                                          |
| 2016 | Giochi olimpici                   | Rio de Janeiro | 200 m piani | Batteria   | 26"11       |                                          |
| 2017 | Giochi della solidarietà islamica | Baku           | 400 m hs    | 8ª         | 1'03"32     |                                          |
| 2017 | Giochi della solidarietà islamica | Baku           | 200 m piani | Semifinale | 25"67       |                                          |
| 2017 | Giochi della solidarietà islamica | Baku           | 4x100 m     | 6ª         | 48"75       |                                          |
| 2017 | Giochi della solidarietà islamica | Baku           | 4x400 m     | 5ª         | 4'03"31     |                                          |
| 2017 | Giochi asiatici indoor            | Aşgabat        | 60 m piani  | Batteria   | 8"11        |                                          |
| 2017 | Giochi asiatici indoor            | Aşgabat        | 400 m piani | Semifinale | 59"74       |                                          |
| 2018 | Giochi del Commonwealth           | Gold Coast     | 200 m piani | Batteria   | 25"21       | Miglior prestazione personale            |
| 2018 | Giochi del Commonwealth           | Gold Coast     | 400 m piani | Batteria   | 57"12       | Miglior prestazione personale stagionale |
| 2021 | Giochi olimpici                   | Tokyo          | 200 m piani | Batteria   | 28"12       | Miglior prestazione personale stagionale |